# Oizon
 Oizon  es una población y comuna francesa, situada en la región de  Centro, departamento de Cher, en el distrito de Vierzon y cantón de Aubigny-sur-Nère.

## Geografía
- Altitud: 239 m s. n. m.
- Latitud: 47º 28' N
- Longitud: 002º 31' E

## Demografía
| 806 | 701 | 660 | 725 | 776 | 752 |
| Para los censos de 1962 a 1999 la población legal corresponde a la población sin duplicidades (Fuente: INSEE [Consultar]) |     |     |     |     |     |